# 布拉夫代爾鎮區 (伊利諾伊州格林縣)
布拉夫代爾鎮區（英語：Bluffdale）是位於美國伊利諾伊州格林縣的一個行政鎮區。

## 地方資料
根據2010年美國人口普查的數據，布拉夫代爾鎮區的面積為118.10平方千米，當中陸地面積為116.00平方千米，而水域面積為2.10平方千米。當地共有人口524人，而人口密度為每平方千米4.44人。